# Árvakr e Alsviðr
Árvakr e Alsviðr sono due cavalli della mitologia norrena, più precisamente sono i cavalli che tirano il carro di Sól.
Così se ne parla nel Gylfaginning, la prima parte dell'Edda in prosa di Snorri Sturluson, nel canto 11:
(Snorri Sturluson - Edda in prosa - Gylfaginning XI)
Invece i cavalli sono così citati nel poema eddico Grímnismál ("il discorso di Grímnir") al canto 37:
þeir skolo upp heðan

svangir sól draga;

en und þeira bógóm

fálo blíð regin

æsir, ísarnkol.»
da qui devono trascinare

faticosamente il sole;

ma sotto i loro petti

nascosero gli dèi

Æsir, un riparo di ferro.»
(Edda poetica - Grímnismál - Il discorso di Grímnir XXXVII)